# Jonathan Gruden
Jonathan "Johnny" Gruden, född 25 februari 2000, är en amerikansk professionell ishockeyforward som är kontrakterad till Pittsburgh Penguins i National Hockey League (NHL) och spelar för Wilkes-Barre/Scranton Penguins i American Hockey League (AHL).
Han har tidigare spelat för London Knights i Ontario Hockey League (OHL); Miami Redhawks i National Collegiate Athletic Association (NCAA) samt Team USA i United States Hockey League (USHL).
Gruden draftades av Pittsburgh Penguins i fjärde rundan i 2018 års draft som 95:e spelare totalt.
Han är son till John Gruden.

## Statistik
| 2013–2014   | Little Caesars AAA Hockey      | HPHL        | 20  | 17 | 12 | 29 | 44  | — | — | — | — | — |
| 2014–2015   | Detroit Honeybaked U14         | HPHL        | 17  | 6  | 9  | 15 | 10  | — | — | — | — | — |
| 2015–2016   | Detroit Honeybaked U16         | HPHL        | 22  | 16 | 8  | 24 | 48  | — | — | — | — | — |
| 2016–2017   | Team USA                       | USHL        | 34  | 6  | 7  | 13 | 20  | — | — | — | — | — |
|             | U.S. National U17 Team         |             | 56  | 16 | 12 | 28 | 30  | — | — | — | — | — |
|             | U.S. National U18 Team         |             | 1   | 2  | 0  | 2  | 0   | — | — | — | — | — |
| 2017–2018   | Team USA                       | USHL        | 25  | 15 | 19 | 34 | 20  | — | — | — | — | — |
|             | U.S. National U18 Team         |             | 61  | 28 | 32 | 60 | 46  | — | — | — | — | — |
| 2018–2019   | Miami Redhawks                 | NCAA        | 38  | 3  | 12 | 15 | 12  | — | — | — | — | — |
| 2019–2020   | London Knights                 | OHL         | 59  | 30 | 36 | 66 | 23  | — | — | — | — | — |
| 2020–2021   | Wilkes-Barre/Scranton Penguins | AHL         | 32  | 6  | 8  | 14 | 13  | — | — | — | — | — |
| 2021–2022   | Wilkes-Barre/Scranton Penguins | AHL         | 75  | 10 | 17 | 27 | 78  | 5 | 1 | 2 | 3 | 6 |
| 2022–2023   | Pittsburgh Penguins            | NHL         | 1   | 0  | 0  | 0  | 0   | — | — | — | — | — |
|             | Wilkes-Barre/Scranton Penguins | AHL         | 32  | 11 | 5  | 16 | 30  | — | — | — | — | — |
| NHL totalt  | NHL totalt                     | NHL totalt  | 1   | 0  | 0  | 0  | 0   | — | — | — | — | — |
| AHL totalt  | AHL totalt                     | AHL totalt  | 139 | 27 | 30 | 57 | 121 | 5 | 1 | 2 | 3 | 6 |
| USHL totalt | USHL totalt                    | USHL totalt | 59  | 21 | 26 | 47 | 40  | — | — | — | — | — |

### Internationellt
| Källa: Uppdaterad: 2023-01-18 | Källa: Uppdaterad: 2023-01-18 | Källa: Uppdaterad: 2023-01-18 |         | Utv = Utvisningsminuter | Utv = Utvisningsminuter | Utv = Utvisningsminuter | Utv = Utvisningsminuter | Utv = Utvisningsminuter |
| År                            | Lag                           | Mästerskap                    | Matcher | Mål                     | Assists                 | Poäng                   | Utv                     |                         |
| ----------------------------- | ----------------------------- | ----------------------------- | ------- | ----------------------- | ----------------------- | ----------------------- | ----------------------- | ----------------------- |
| 2016                          | USA                           | EYOF                          | 6       | 1                       | 3                       | 4                       | 2                       |                         |
| 2018                          | USA                           | U18-VM                        | 7       | 0                       | 4                       | 4                       | 4                       |                         |
| Junior totalt                 | Junior totalt                 | Junior totalt                 | 13      | 1                       | 7                       | 8                       | 6                       |                         |